# 72 James Watt Street

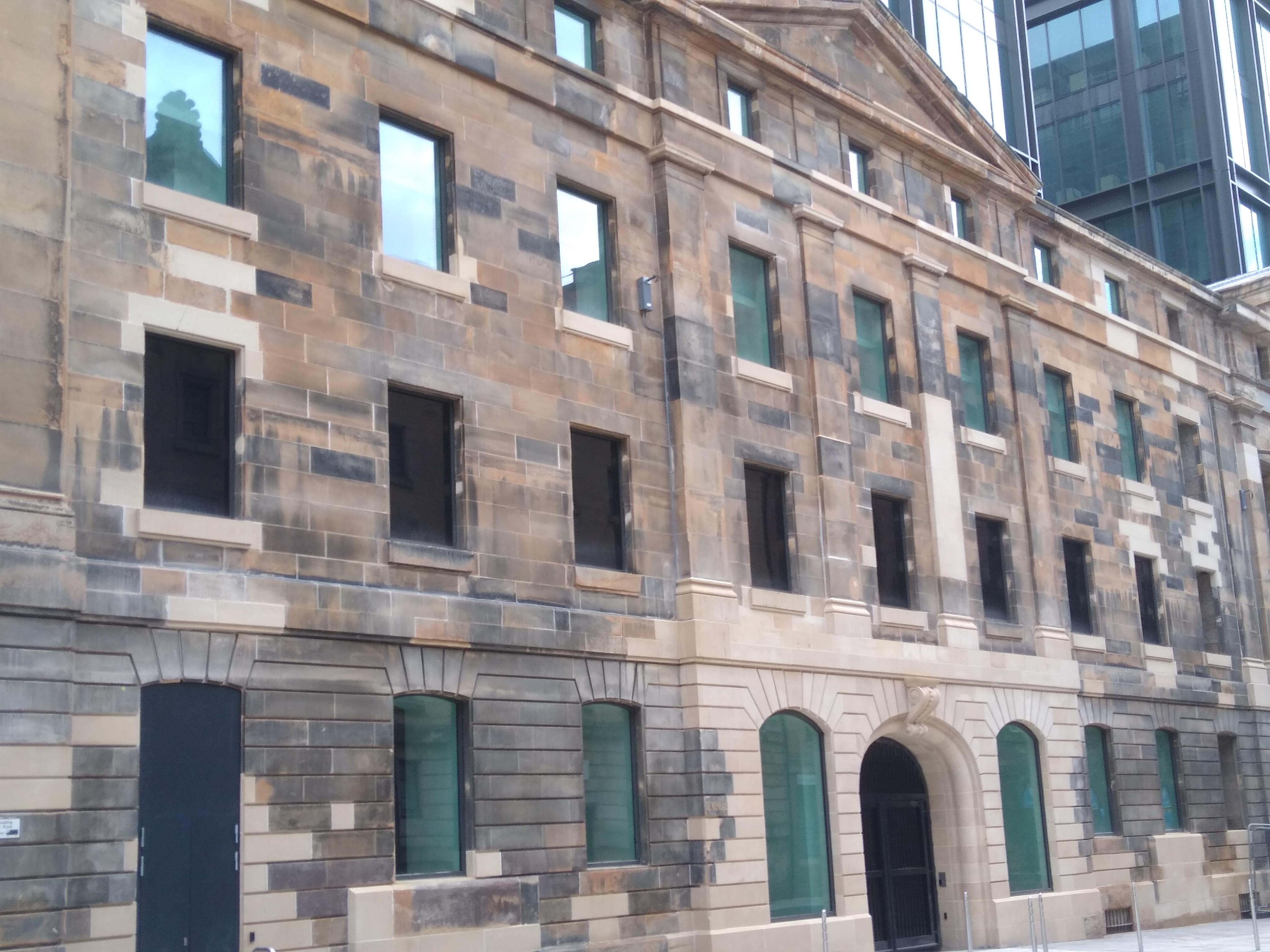
72 James Watt Street ist das vorletzte Gebäude vor dem metallverkleideten am Straßenende

Unter der Adresse 72 James Watt Street, eigentlich 66–72 James Watt Street, in der schottischen Stadt Glasgow befindet sich ein Geschäftshaus. 1970 wurde das Bauwerk als Einzeldenkmal in die schottischen Denkmallisten in der höchsten Denkmalkategorie A aufgenommen.

## Geschichte
Das Gebäude wurde im Jahre 1848 für das Unternehmen William Connala & Co erbaut. Es wurde als Zolllager genutzt. Der planende Architekt ist nicht gesichert bekannt, es könnte sich jedoch um John Stephen handeln. Es bestehen zahlreiche Parallelen zu dem nebenliegenden Gebäude 60 James Watt Street, das wenige Jahre älter ist. 1881 wurde das Gebäude nach dem Entwurf eines nicht bekannten Architekten um ein Stockwerk aufgestockt. Die Gesamtkosten dieser Maßnahme beliefen sich auf 3500 £. Büros wurde 1897 hinzugefügt.
1995 wurde das Gebäude mit Ausnahme der Fassade abgebrochen. 2007 wurde es in das Register gefährdeter denkmalgeschützter Bauwerke in Schottland aufgenommen. Zwei Jahre später wurde ein Vorhaben zur Errichtung eines modernen Geschäftsgebäudes hinter der erhaltenen Fassade aufgegeben. Ein Stützgerüst stabilisierte die Fassade.

## Beschreibung
Das Gebäude steht inmitten der James Watt Street (A814) südwestlich des Glasgower Stadtzentrums nahe dem Clyde-Ufer. Gegenüber befinden sich die Atlantic Apartments. Die hohe, westexponierte Hauptfassade des vierstöckigen Gebäudes ist klassizistisch ausgestaltet. Sie ist neun Achsen weit. Im Bereich des Erdgeschosses ist das Mauerwerk rustiziert. Ein drei Achsen weiter Mittelrisalit tritt leicht heraus. Das mittige, rechteckige Eingangsportal entspricht nicht dem Originalzustand. Ebenso verhält es sich bei den flankierenden Fenstern, an denen flache Stürze eingezogen wurden. Darüber ziehen sich vier dorische Pilaster, die ein, infolge der Aufstockung, tief angesetztes Gebälk mit Dreiecksgiebel tragen. Entlang der Gebäudekanten ziehen sich kolossale Pilaster.